# Zarzis
Zarzis ou Gergis (arabe : جرجيس  [zɪrzis]) est une ville littorale du sud-est de la Tunisie.
Rattachée au gouvernorat de Médenine et chef-lieu de sa délégation, elle constitue une municipalité comptant 72 611 habitants en 2014 et s'étendant sur 34 000 hectares (340 km2).

## Histoire
La ville alors appelée Gergis était située à l'extrémité occidentale de la Syrtique, non loin de l'île de Meninx (actuelle Djerba). Selon le Stadiasmus Maris Magni, elle possède un château fort, là où s'élèvent des ruines et une citadelle moderne qui portent encore l'ancien nom que l'on prononce désormais Zarzis, et un port.
En 2011, la ville est le théâtre d'embarquements clandestins vers l'Europe.

## Géographie
Située à l'extrémité sud orientale de la péninsule qui porte son nom, la délégation de Zarzis possède une très large façade maritime. On y trouve une variété de paysages traduisant une grande diversité des conditions climatiques.

## Économie
L'activité économique de Zarzis repose essentiellement sur le tourisme, la pêche et l'agriculture. Dans le secteur industriel, c'est l'industrie agroalimentaire qui domine avec 55 entreprises sur 89.
L'olivier occupe une place particulière à Zarzis où l'on compte 1 228 700 pieds occupant une superficie de 61 335 hectares dont 85 % sont en pleine production. La production de la campagne 1999-2000 atteint les 59 500 tonnes d'olives, soit l'équivalent de 11 900 tonnes d'huile d'olive. Cette production est transformée grâce aux 57 huileries de la délégation et procure plus de 5 000 emplois directs[réf. nécessaire].

## Ports
À Zarzis, il existe un port commercial qui possède une capacité de trafic commercial de deux millions de tonnes par an ; il s'étend sur 28 hectares dont 9 000 m2 de hangars, dispose d'un quai de commerce de 610 mètres pour navires de 25 000 tonnes et d'un terminal pétrolier. Il est doté depuis 1993 d'une zone franche, connue sous le nom de parc d'activité économique de Zarzis, couvrant une superficie de 38 hectares et dispose dès 1999 d'une surface de dix hectares dans l'enceinte portuaire.
À partir de juillet 2017, le port accueille une liaison régulière vers Marseille.
Les ports de pêche sont au nombre de trois, à savoir Zarzis, El Bibane et Hassi Jerbi.

## Sport
Zarzis dispose d'un stade de football, le complexe sportif Abdessalem Kazouz, où évolue l'Espérance sportive de Zarzis.
Il existe un deuxième club dans la banlieue de Chammakh : la Zitouna sportive de Chammakh.